# Danh sách tập truyện Fairy Tail (46–nay)

Bìa tập 46 Fairy Tail

Fairy Tail là manga được vẽ và minh họa bởi Mashima Hirovà được dịch sang nhiều ngôn ngữ khác nhau xê-ri được xuất bản định kì trên tạp chí Weekly Shōnen Magazine của Kodansha từ số phát hành 23 tháng 8 năm 2006 và dưới dạng tankōbon từ 15 tháng 12 năm 2006.

## Danh sách tập
| 1. "Tartaros Arc, Part 4: Father and Son" (冥府の門編【四章：父と子】 Tarutarosu-hen (Yonshō: Chichi to Ko)) 2. "Erza vs. Minerva" (エルザ vs. ミネルバ Eruza vs. Mineruba) 3. "Twin Dragons vs. The Underworld King" (双竜 vs. 冥王 Sōryū vs. Meiō) 4. "A Young Boy's Story" (少年の物語 Shōnen no Monogatari) | 1. "Gray vs. Silver" (グレイ vs. シルバー Gurei vs. Shirubā) 2. "Never Forget" (忘れちゃいけない Wasurecha Ikenai) 3. "Silver Memories" (銀色の想い Gin'iro no Omoi) 4. "Juvia vs. Keyes" (ジュビア vs. キース Jubia vs. Kīsu) |

| 1. "Tartaros Arc, Part Five: Extreme Pain" (冥府の門編【五章：究極の痛み】 Tarutarosu-hen (Goshō: Kyūkoku no Itami)) 2. "Air" () 3. "Steel" (鋼 Hagane) 4. "The Final Duels" (最後の一騎討ち Saigo no Ikkiuchi) 5. "Wings of Despair" (絶望の翼 Zetsubō no Tsubasa) | 1. "Wings of Hope" (希望の翼 Kibō no Tsubasa) 2. "Igneel vs. Acnologia" (イグニール vs. アクノロギア Igunīru vs. Akunorogia) 3. "The Fire Dragon's Iron Fist" (火竜の鉄拳 Karyū no Tekken) 4. "Erza vs. Kyôka" (エルザ vs. キョウカ Eruza vs. Kyōka) |

| 1. "00:00" () 2. "Tartaros Arc, Part Six: Magna Carta" (冥府の門編【六章：マグナ・カルタ】 Tarutarosu-hen (Rosshō: Maguna Karuta)) 3. "The Girl in the Crystal" (水晶の中の少女 Suishō no Naka no Shojō) 4. "To Destroy My Very Body" (我が身を滅ぼす為に Wagami o Horobosu Tame ni) 5. "The Definitive Demon" (絶対の悪魔 Zettai no Akuma) | 1. "Thread of White and Black" (白と黒の楔 Shiro to Kuro no Kusabi) 2. "Memento Mori" (メメント・モリ) 3. "To Respond in Kind" (魚心あれば水心 Uogokoro Areba Mizugokoro) 4. "Soaring in Ishgal" (イシュガルに舞う Ishugaru ni Mau) |

| 1. "The Tome of END" (ENDの書 Ī Enu Dī no Sho) 2. "Drops of Fire" (炎の雫 Honō no Shizuku) 3. "That Is the Power of Life" (それが生きる力だ Sore ga Ikiru Chikara da) 4. "Tartaros Arc, Final Part" (冥府の門編【終章】 Tarutarosu-hen (Shūshō)) | 1. "Lone Journey II" (一人旅II Hitoritabi Tsū) 2. "Challenger" (挑戦者 Chōsen-sha) 3. "Message of Fire" (炎のメッセージ Honō no Messēji) 4. "Lamia Scale's Thanksgiving Party" (蛇姫の鱗感謝祭 Ramia Sukeiru Kanshasai) |

| 1. "Wendy and Sherria" (ウェンディとシェリア Wendi to Sheria) 2. "Orochi's Fin" (蛇鬼の鰭 Orochi no Fin) 3. "Do It All for Love" (愛してるから Aishiteru kara) 4. "Avatar" (黒魔術教団 Avatāru) 5. "Saber Tooth X792" (剣咬の虎 X792 Seibā Tūsu Nana-hyaku Kyūjū-ni) | 1. "Black Heart" (黒い心 Kuroi Kokoro) 2. "Pitched Underground Battle" (地下の激闘 Chika no Gekitō) 3. "When We Take Different Paths" (道が違うなら Michi ga Chigau nara) 4. "Code Blue" (コードブルー Kōdo Burū) |

| 1. "Operation Purify" (浄化作戦 Jōka Sakusen) 2. "My Sword" (我が剣は… Waga Ken wa...) 3. "Briar in Love" (恋するブライヤ Koisuru Buraiya) 4. "Ikusa-Tsunagi" (イクサツナギ) 5. "Hôken" (崩拳) | 1. "The Cry of Victory" (勝鬨 Kachidoki) 2. "Memoirs" (回想録 Kaisōroku) 3. "Magnolia" (マグノリア Magunoria) 4. "The Seventh Guild Master" (七代目ギルドマスター Nanadaime Girudo Masutā) |

| 1. "The Albareth Empire" (アルバレス帝国 Arubaresu Teikoku) 2. "God Serena" (ゴッドセレナ Goddo Serena) 3. "Caracol Island" (カラコール島 Karakōru-tō) 4. "Rules of the Area" (空間の掟 Kūkan no Okite) | 1. "And the Land Just Vanished" (そして大地が消え去った Soshite Daichi ga Kiesatta) 2. "Emperor Spriggan" (皇帝スプリガン Kōtei Supurigan) 3. "The Grotesque Fairy" (醜い妖精 Minikui Yōsei) 4. "The Land the Gods Abandoned" (神に見捨てられた地 Kami ni Misuterareta Chi) |

## Chương truyện khác
1. "The Fight to Flee" (脱出戦 Dasshutsusen?)
2. "Fight the Power" (?)
3. "Mavis and Zeref" (メイビスとゼレフ Meibisu to Zerefu?)
4. "The Only One in All the World" (世界で ただ一人 Sekai de, Tada Hitori?)
5. "Fairy Heart" (妖精の心臓 Fearī Hāto?)
6. "Prelude to the Final Battle" (最終決戦の序曲 Saishū Kessen no Jokyoku?)
7. "A Father's Job" (親のつとめ Oya no Tsutome?)
8. "Dragon Flight Force and Osprey Force" (飛竜隊とミサゴ隊 Hiryū-tai to Misago-tai?)
9. "Defending Magnolia" (マグノリア防衛戦 Magunoria Bōeisen?)
10. "Orders" (命令 Meirei?)
11. "Battle of the Nudes" (?)
12. "Morning Star" (明星 Myōjō?)
13. "Weakness" (ウィークネス Wīkunesu?)
14. "The Pegasus That Came to Earth" (舞い降りた天馬 Maiori ta Tenma?)
15. "This Perfume Goes To..." (その香りは誰がために Sono Parufamu wa Ta ga Tame ni?)
16. "Battlefield" (バトルフィールド Batorufīrudo?)
17. "Black Carpet" (黒い絨毯 Kuroi Jūtan?)
18. "Natsu vs. Zeref" (ナツ vs. ゼレフ Natsu vs. Zerefu?)
19. "400 Years" (400年 Yonhyaku-nen?)
20. "Assassin" (暗殺者 Ansatsusha?)
21. "Mother's Key" (母の鍵 Haha no Kagi?)
22. "Ký ức chòm sao" (星の記憶 Hoshi no Kioku?)

Đây là một danh sách chưa hoàn chỉnh. Bạn có thể giúp Wikipedia .